# ナード・デュー
ナード・デュー（Nade Dieu）は、ベルギーの女優である。

## 人物・来歴
ベルギーのリブラモン＝シュヴィニーに生まれ、ブイヨン近くで育つ。
アルデンヌでの工科の中等教育を終え、ナミュールの国際航空運送協会（IATA）を経て、ルーヴァン＝ラ＝ヌーヴの視聴覚芸術院（IAD）で映画演出コースを2年修めた。1997年（平成9年）には、ブリュッセルのベルギー国立高等視覚芸術放送技術院（INSAS）で演劇演技表現科の学位を修めた。
1998年（平成10年）からは、舞台で芝居を始め、テレビ映画シリーズ『新・メグレ警視』に役を得て出演した。2000年（平成12年）には映画に進出、2004年（平成16年）にはシャンタル・アケルマン監督の『明日は引越し』に出演し、ジャン＝リュック・ゴダール監督の『アワーミュージック』で重要な役を得た。
2005年（平成17年）には新進の映画作家ラファエル・ジャクーロ監督の『バラージュ』で主演している。

## フィルモグラフィ
- 『新・メグレ警視』 Maigret : テレビ映画シリーズ、1998年 - ジュヌヴィエーヴ・ノー役
  - 『新・メグレ警視/メグレと死体刑事』 Maigret et l'inspecteur Cadavre : 監督ピエール・ジョアサン、1998年1月9日
- Le centre du monde : 監督ヴィヴィアン・ゴフェット、2000年 - 女性ジャーナリスト役
- Le temps perdu : 監督フレデリック・ルリエ＝ガル、テレビ映画、2001年 - メラニー役
- Commissariat Bastille : テレビ映画シリーズ、2002年 - ステファニー役
  - Le blouson rouge : 監督ジル・ベア、2002年2月14日
- Y a pas d'âge pour s'aimer : 監督ティエリー・シャベール、テレビ映画、2002年 - シルヴィ役
- La vie comme elle vient : 監督エドヴァン・ベリ、テレビ映画、2002年 - ジュスティーヌ役
- 『パピヨンの贈りもの』 Le papillon : 監督フィリップ・ミュイル、2002年 - エルザの母役
- 『ゼロ・デフォルト』 Zéro défaut : 監督ピエール・ショレール、2003年 - ミシェル役
- 『明日は引越し』 Demain on déménage : 監督シャンタル・アケルマン、2004年 - カフェの友人2役
- 『アワーミュージック』 Notre musique : 監督ジャン＝リュック・ゴダール、2004年 - オルガ・ブロツキー役
- Septième ciel Belgique : テレビ映画シリーズ、2006年 - エレオノール役
  - Retrouvailles : 監督リュック・ボラン、2006年1月10日
- 『バラージュ』 Barrage : 監督ラファエル・ジャクーロ、2006年 - サビーヌ役
- Neige, ma grimace : 監督アントワーヌ・フュマ、2006年
- 『もう半分』 L'autre moitié : 監督ロランド・コラ、2007年 - イザベラ役
- Sois sage : 監督ジュリエット・ガルシアス、2009年 - エレーヌ役
- Un village français : テレビ映画シリーズ、2009年 - マリー役
  - Le débarquement : 監督フィリップ・トリボワ、2009年6月4日
  - Chaos : 監督フィリップ・トリボワ、2009年6月4日
  - Passer la ligne : 脚本セドリック・サルモン、2009年6月11日
  - Sur la Terre comme au ciel : 脚本セドリック・サルモン、2009年6月11日
  - Coup de froid : 監督フィリップ・トリボワ、2009年6月18日
  - Marchés noirs : 監督フィリップ・トリボワ、2009年6月18日

## 関連事項
- リブラモン＝シュヴィニー （en:Libramont-Chevigny）
- ブイヨン (ベルギー) （fr:Bouillon (Belgique)）
- 視聴覚芸術院 （fr:Institut des arts de diffusion）
- ベルギー国立高等視覚芸術放送技術院 （fr:Institut national supérieur des arts du spectacle et des techniques de diffusion）